# Iryanthera campinae
Iryanthera campinae là một loài thực vật có hoa trong họ Myristicaceae. Loài này được W.A.Rodrigues mô tả khoa học đầu tiên năm 1982.